# 李巨峰
李巨峰（1962年12月—），中华人民共和国政治人物，中国共产党党员，河南温县人。

## 生平
1983年参加工作。2009年8月被调入到原阳县工作，2010年3月成为原阳县县委书记，2015年4月被调离原阳县政坛，出任新乡平原示范区管委会主任。2016年5月5日因涉嫌严重违纪，接受组织调查。